# Giovanni Licheri
Giovanni Licheri (Carrara, 25 giugno 1950) è uno scenografo italiano.

## Biografia
Scenografo italiano con esperienze a tutto campo: pubblicità, teatro con importanti compagnie italiane, cinema, tantissima televisione, varietà, giornalismo fiction ristrutturazioni particolari, spazi espositivi. Da alcuni anni disegna con Alida Cappellini una linea di arredamento: Miami Swing by renzoarbore.
Ha curato le scenografie di numerosi spettacoli teatrali presso i più importanti teatri d'Italia.
Ha collaborato e firmato programmi dedicati all'immagine nello spettacolo.
In collaborazione con RAI Educational ha creato con Alida Cappellini un ciclo di trasmissioni, poi tradotto in videocassette e sito internet, che rappresenta l'unico elemento didattico per la scenografia tv.
Ha firmato sempre con Alida Cappellini alcune trasmissioni che hanno fatto la storia della televisione come Indietro tutta e Doc, Meno siamo meglio stiamo di Renzo Arbore, Quelli che il calcio, La macchina del tempo.
Con Explora, il canale della scienza, e Palcoscenico sperimenta in televisione nuove tecniche “virtuali”.
Ha progettato mostre interattive e multimediali come quella su Alcide De Gasperi, itinerante in Italia e Europa.
Ha curato le scene di numerosi spot televisivi italiani per prodotti come: Simmenthal, Stock 84, Coca Cola, Scottex, Pampers, The stars, Fiat, Ford, Cipster, Findus, Buitoni, Alitalia, Segafredo con Renzo Arbore, Pagine Gialle, Comit, TIM, Wind.

## Vita privata
È il figlio del magistrato ed avvocato Santi Licheri.

## Filmografia

### Cinema
- Nove ospiti per un delitto, regia di Ferdinando Baldi (1977)
- Charlotte, regia di Frans Weisz (1981)
- Bim bum bam, regia di Aurelio Chiesa (1981)
- Invito al viaggio (Invitation au voyage), regia di Peter Del Monte (1983)
- Fracchia contro Dracula, regia di Neri Parenti (1985)
- Roba da ricchi, regia di Sergio Corbucci (1987)
- Fantozzi va in pensione, regia di Neri Parenti (1988)
- Arrivederci e grazie, regia di Giorgio Capitani (1988)
- Le faremo tanto male, regia di Pino Quartullo (1997)

### Televisione
- Andy si nasce, regia di Giorgio Mariuzzo - film TV (1985)
- Investigatori d'Italia - serie TV, 13 episodi (1987)
- La moglie ingenua e il marito malato, regia di Mario Monicelli - film TV (1989)
- Un cane sciolto, regia di Giorgio Capitani - miniserie TV (1990)
- Villa Arzilla - serie TV, 20 episodi (1990)
- Un figlio a metà, regia di Giorgio Capitani - miniserie TV (1992)
- Italian Restaurant - serie TV, 8 episodi (1994)
- Baldini e Simoni - serie TV, 80 episodi (1999)
- Le ragazze di piazza di Spagna - serie TV (1999)
- Mai storie d'amore in cucina, regia di Giorgio Capitani - miniserie TV (2004)
- Il veterinario, regia di José María Sánchez - miniserie TV (2005)
- Sweet India - serie TV, 13 episodi (2006)

## Programmi TV
- Marisa la nuit (Rai 1, 1986)
- Aperto per ferie (Rai 2, 1987-1988)
- Indietro tutta! (Rai 2, 1987)
- Fantastico (Rai 1, 1987-1988)
- D.O.C. : Musica e altro a denominazione d'origine controllata (Rai 2, 1987-1989)
- Piccoli fans (Rai 2, 1988)
- Uno su cento (Rai 3, 1989)
- Gran Premio (Rai 1, 1990)
- Varietà (Rai 1, 1991)
- Raimondo e le altre (Rai 1, 1991)
- Domenica in (Rai 1, 1991; 1998-2003)
- Piacere Raiuno (Rai 1, 1991)
- La piscina (Rai 3, 1991)
- Partita doppia (Rai 1, 1992-1993)
- New Model Today (Rai 1, 1992)
- Ci siamo!?! (Rai 1, 1992-1993)
- Caro Totò, ti voglio presentare... (Rai 1, 1992)
- Luna di miele (Rai 1, 1992-1993)
- Bianco, rosso, verde, stelle e strisce (Rai 2, 1993)
- Che fine ha fatto Carmen Sandiego? (Rai 2, 1993-1995)
- I cervelloni (Rai 1, 1994-1998)
- Disney Club (Rai 1, 1994-1997)
- Solletico (Rai 1, 1994-2000)
- Numero Uno (Rai 1, 1994-1995)
- Numero Uno (Telecinco, 1995)
- Numero Uno (Antena 3, 1995)[senza fonte]
- Festival Disney (Rai 1, 1995)
- Pomeriggio sul due (Rai 2, 1995)
- TV Cumprà (Rai 3, 1995)
- Go-Cart (Rai 2, 1995-1997)
- Fantastica italiana (Rai 1, 1995-1998)
- Per Atlanta sempre dritto (Rai 1, 1996)
- Va ora in onda (Rai 1, 1997)
- Faccia tosta (Rai 1, 1997)
- 6 del mestiere?! (Canale 5, 1997)
- Oblò (Rai 1, Rai 2, Rai 3, 1997-1998)
- Qualcuno mi può giudicare (Rai 3, 1998)
- TG Ragazzi (Rai 1, 1998-1999)
- Cocco di mamma (Rai 1, 1998)
- Quelli che il calcio (Rai 2, 1998-2009)
- Alle due su Rai Uno (Rai 1, 1999-2001)
- La vita in diretta (Rai 1, 2000-2005)
- Il castello (Rai 1, 2002-2003)
- L'eredità (Rai 1, 2002-2005)
- Azzardo (Rai 1, 2002-2003)
- La grande notte del lunedì sera (Rai 2, 2002-2003)
- La Domenica Sportiva (Rai 2, 2002-2005)
- Explora (Rai 3, 2003-2005)
- Bulldozer (Rai 2, 2003-2004)
- Gran varietà (Libano, 2003)
- Reazione a catena - L'intesa vincente (Rai 1, 2003-2005)
- Nessundorma (Rai 2, 2004)
- Palcoscenico (Rai 2, 2004-2005)
- Dove osano le quaglie (Rai 3, 2004)
- Trenta ore per la vita (Rai 1, Rai 2, Rai 3, 2004)
- Le tre scimmiette (Rai 1, 2005)
- Speciale per me, ovvero meno siamo meglio stiamo (Rai 1, 2005)
- Ritorno al presente (Rai 1, 2005)
- TG Sky (SKY TG24, 2006-2007)
- Explora on the road (Rai Educational, 2007)
- La tintoria (Rai 3, 2007-2008)
- Festa italiana (Rai 1, 2007-2010)
- Artù (Rai 2, 2007-2008)
- Alta tensione - Il codice per vincere (Rai 1, 2008)
- Le amiche del sabato (Rai 1, 2009-2012)
- Oggi qui, domani... llà (Rai International, 2010)
- Bar Stella (Rai 2, 2021-2022)

## Teatro
- Il principe di Homburg, di Heinrich von Kleist, regia di Marcello Aste. Teatro Stabile dell'Aquila (1974)
- Non saremo la Morelli-Stoppa, ma..., regia di Cristiano Censi. Teatro Centrale di Roma (1976)
- Pazienza, signor Rossi, regia di Cristiano Censi. Teatro Centrale di Roma (1976)
- Dancing ristorante "alla Primula rossa", di Maurizio Micheli, regia di Maurizio Micheli (1977)
- Il gatto con gli stivali, di Ludwig Tieck, regia di Attilio Corsini (1978)
- Pesci Banana, regia di Cristiano Censi. Piccolo Eliseo di Roma (1978)
- La furiosa, di Giovanni Battista Della Porta, regia di Attilio Corsini (1979)
- Dialoghi, di Ruzante, regia di Augusto Zucchi. Teatro Stabile di Bolzano (1979)
- Un due tre... fanti briganti e re, regia di Sergio Bargone. Festival di Caserta (1979)
- La pulzella d'Orléans, di Voltaire, regia di Attilio Corsini (1980)
- A volte un gatto, regia di Cristiano Censi. Teatro Centrale di Roma (1980)
- Trilussa bazar, regia di Nino Mangano, con Mario Scaccia. Teatro Giulio Cesare di Roma (1980)
- Occupati d'Amelia, di Georges Feydeau, regia di Marco Parodi. Teatro Parioli di Roma (1981)
- La mite, di Fëdor Dostoevskij, regia di Aldo Trionfo. Teatro Stabile di Roma (1981)
- La bisbetica domata, di William Shakespeare, regia di Marco Parodi. Festival di Borgio Verezzi (1983)
- L'onorevole, di Leonardo Sciascia, regia di Michele Mirabella, con Riccardo Cucciolla. Teatro Valle di Roma (1983)
- Il miles gloriosus, di Tito Maccio Plauto, regia di Gianni Fenzi. Teatro romano di Ostia (1984)
- Arlecchino servitore di due padroni, di Carlo Goldoni, regia di Carlo Alighiero. Teatro Manzoni di Roma (1986)
- La pulce nell'orecchio, di Georges Feydeau, regia di Marco Parodi. Teatro Nuovo di Milano (1989)
- Il gatto in tasca, di Georges Feydeau, regia di Gigi Proietti (1991)
- Il mistero dei bastardi assassini, regia di Arturo Brachetti. Teatro Nuovo di Milano (1993)
- Kean, regia di Gigi Proietti. Teatro Sistina di Roma (1991)
- A me gli occhi bis, regia di Gigi Proietti. Teatro Olimpico di Roma (1993-1994)
- Per amore e per diletto, da Ettore Petrolini, regia di Gigi Proietti. Teatro Olimpico di Roma (1994-1995)
- C'è una luna strepitosa, di Pierfrancesco Poggi, regia di Simona Marchini. Festival di Caserta (1994-1995)
- Jeffrey, di Paul Rudnick, regia di Rodolfo Baldini. Teatro Spazio Uno (1994-1995)
- La capannina, di André Roussin, regia di Gigi Proietti. Teatro Vittoria di Roma (1996)
- A me gli occhi again, regia di Gigi Proietti. Teatro Olimpico di Roma (1996)
- Mezze figure e mezza, regia di Gigi Proietti, con Enrico Brignano (1996)
- Stanno suonando la nostra canzone, regia di Gigi Proietti. Teatro Quirino di Roma (1998-1999)
- Garibaldi amore mio, regia di Michele Mirabella, con Maurizio Micheli (2004-2005)
- La mia favola infinita, regia di Rita Pavone, con Rita Pavone (2005)
- Pinocchio, coreografie di Giancarlo Vantaggio. Teatro Olimpico di Roma
- Mario e il mago, coreografie di Giancarlo Vantaggio
- Di nuovo buonasera, regia di Gigi Proietti, con Gigi Proietti (2011)
- Genova, la mia scena, regia di Tonino Conte. Teatro di Sant'Agostino di Genova (2006-2007)
- Il conte di Montecristo, regia di Gino Landi. Teatro Brancaccio di Roma (2008)
- A me me piace o' sciò, con Marisa Laurito. Teatro Augusteo di Napoli (2008)
- L'elisir d'amore, di Gaetano Donizetti, regia di Michele Mirabella (2009-2010)
- Il barbiere di Siviglia, di Gioachino Rossini, regia di Michele Mirabella. Teatro Petruzzelli di Bari (2010)
- I segreti del mare, regia di Gino Landi. Qatar Marine Festival a Doha (2010-2011)
- On of, di Elena Sbardella, regia di Elena Sbardella (2011)
- La commedia di Orlando di Virginia Woolf, con Isabella Ragonese (2011-2012)
- La Tosca, di Giacomo Puccini, regia di Michele Mirabella (2012)
- La traviata, di Giuseppe Verdi, regia di Gino Landi (2012)
- L'italiana in Algeri, di Gioachino Rossini, regia di Michele Mirabella (2012)
- Non è vero ma ci credo, regia di Michele Mirabella. Teatro Carcano di Milano (2012-2013)
- Il pipistrello, di Richard Strauss, regia di Michele Mirabella. Teatro Bellini di Catania (2013)